# Unione Sportiva Triestina Calcio 1918 2018-2019
Questa voce raccoglie le informazioni riguardanti l'Unione Sportiva Triestina Calcio 1918 nelle competizioni ufficiali della stagione 2018-2019.

## Stagione
La stagione 2018-2019 è la ventiquattresima della storia della Triestina in terza serie, la tredicesima di Serie C nel girone B, allenata da Massimo Pavanel.
Con l'incubo per i calci di rigore, in quanto i giuliani vengono eliminati da due delle tre competizioni stagionali sempre dai tiri dagli undici metri: nel primo turno della Coppa Italia Tim Cup dal Pisa (5-3), e nel primo turno ad eliminazione della Coppa Italia di Serie C dal L.R. Vicenza (2-2) dopo i supplementari, (3-2) dopo i rigori. In campionato i giuliani si piazzano in seconda posizione con 67 punti alle spalle del promosso Pordenone. Hanno raccolto 30 punti nel girone di andata, e 38 nel girone di ritorno, meglio di tutti. Poi disputano i Play-off, dove nella doppia semifinale hanno superato la Feralpisalò, poi nella doppia finale incrociano il Pisa, pareggiando (2-2) all'arena, ma nel ritorno al Rocco cedono il passo al Pisa, (1-3) stavolta dopo i tempi supplementari. Protagonista della bella stagione triestina è stato l'uruguaiano Pablo Granoche che ha firmato 17 reti in campionato, vincendo la classifica marcatori del girone B.

## Divise e sponsor
Per la stagione 2018-2019 lo sponsor tecnico è HS, mentre lo sponsor ufficiale è Fiditalia.
| Casa | Trasferta | Terza divisa |

## Organigramma societario
Dal sito Internet della società.
Area direttiva
- Presidente: Mario Vittorio Biasin
- Amministratore delegato: Mauro Milanese
- Direttore generale: Michele Genna

Area organizzativa
- Segretario generale:  Giuseppe D’Aniello

Area comunicazione
- Segreteria: Manuela Antoniolli
- Ufficio stampa: Emilio Ripari

Area marketing
- Responsabile: Massimo Brazzit
- Responsabile biglietteria: Romina Milanese

Area tecnica
- Allenatore: Massimo Pavanel

## Rosa
Dal sito Internet della società.
| N. |                    | Ruolo | Calciatore           |
| -- | ------------------ | ----- | -------------------- |
| 1  | Italia (bandiera)  | P     | Alex Valentini       |
| 1  | Italia (bandiera)  | P     | Daniel Offredi       |
| 2  | Italia (bandiera)  | D     | Lorenzo Libutti      |
| 3  | Italia (bandiera)  | D     | Alessandro Lambrughi |
| 4  | Italia (bandiera)  | D     | Sergio Sabatino      |
| 5  | Italia (bandiera)  | D     | Alessandro Malomo    |
| 6  | Italia (bandiera)  | D     | Luca Pizzul          |
| 7  | Italia (bandiera)  | C     | Demetrio Steffè      |
| 8  | Italia (bandiera)  | C     | Federico Maracchi    |
| 9  | Uruguay (bandiera) | A     | Pablo Granoche       |
| 10 | Italia (bandiera)  | C     | Andrea Bracaletti    |
| 11 | Italia (bandiera)  | A     | Davis Mensah         |
| 13 | Italia (bandiera)  | C     | Davide Bariti        |

| N. |                      | Ruolo | Calciatore               |
| -- | -------------------- | ----- | ------------------------ |
| 14 | Italia (bandiera)    | D     | Roberto Codromaz         |
| 15 | Italia (bandiera)    | A     | Matteo Gubellini         |
| 16 | Argentina (bandiera) | A     | Manuel Hidalgo Gasparini |
| 19 | Italia (bandiera)    | D     | Giovanni Formiconi       |
| 20 | Italia (bandiera)    | C     | Marco Beccaro            |
| 21 | Italia (bandiera)    | C     | Tommaso Coletti          |
| 22 | Italia (bandiera)    | P     | Pierpaolo Boccanera      |
| 23 | Italia (bandiera)    | A     | Mirko Petrella           |
| 24 | Italia (bandiera)    | D     | Emiliano Pedrazzini      |
| 27 | Italia (bandiera)    | C     | Thomas Bolis             |
| 27 | Italia (bandiera)    | A     | Rocco Costantino         |
| 29 | Italia (bandiera)    | A     | Andrea Procaccio         |
| 38 | Italia (bandiera)    | D     | Paolo Frascatore         |

## Calciomercato

### Sessione estiva(dal 01/07 al 31/08)
| Acquisti | Acquisti            | Acquisti     | Acquisti |
| R.       | Nome                | da           | Modalità |
| -------- | ------------------- | ------------ | -------- |
| P        | Alex Valentini      | L.R. Vicenza | -        |
| D        | Sergio Sabatino     | Arezzo       | -        |
| D        | Emiliano Pedrazzini | Lupa Roma    | -        |
| D        | Alessandro Malomo   | Venezia      | -        |
| D        | Giovanni Formiconi  | Pordenone    | -        |
| C        | Marco Beccaro       | Mestre       | -        |
| C        | Federico Maracchi   | Trapani      | -        |
| C        | Demetrio Steffè     | Trapani      | -        |
| A        | Andrea Procaccio    | Borgosesia   | -        |
| A        | Pablo Granoche      | Spezia       | -        |

| Cessioni | Cessioni            | Cessioni  | Cessioni      |
| R.       | Nome                | a         | Modalità      |
| -------- | ------------------- | --------- | ------------- |
| P        | Mirco Miori         | Atalanta  | fine prestito |
| P        | Matteo Puccini      | -         | svincolato    |
| D        | Aquaro              | -         | svincolato    |
| D        | Stefan Bajic        | Cremonese | fine prestito |
| D        | Grillo              | -         | svincolato    |
| D        | El Hasni            | -         | svincolato    |
| D        | Michele Troiani     | Chievo    | fine prestito |
| D        | Carmelo Maesano     | -         | svincolato    |
| C        | Alberto Acquadro    | Venezia   | fine prestito |
| C        | Finazzi             | -         | svincolato    |
| C        | Porcari             | Piacenza  | fine prestito |
| C        | Fabio Meduri        | -         | svincolato    |
| C        | Alessandro Celestri | -         | svincolato    |
| A        | Demiro Pozzebon     | Bari      | fine prestito |

### Sessione invernale
| Acquisti | Acquisti         | Acquisti | Acquisti |
| R.       | Nome             | da       | Modalità |
| -------- | ---------------- | -------- | -------- |
| A        | Rocco Costantino | Südtirol | -        |

| Cessioni | Cessioni | Cessioni | Cessioni |
| R.       | Nome     | a        | Modalità |
| -------- | -------- | -------- | -------- |

## Risultati

### Serie C - girone B

#### Girone di andata
| Arbitro: | Cosso (Reggio Calabria) |

|                        |           |  |
| Beccaro 56’ Mensah 72’ | Marcatori |  |

| Arbitro: | Meraviglia (Pistoia) |

|                       |           |              |
| Volpe 36’ Variola 69’ | Marcatori | 71’ Petrella |

| Arbitro: | Colombo (Como) |

|                                       |           |  |
| Bracaletti 8’, 68’ (rig.) Beccaro 37’ | Marcatori |  |

| Bergamo 30 settembre 2018, ore 18:30 CEST 4ª giornata | AlbinoLeffe                | 0 – 0 referto | Triestina | Stadio Atleti Azzurri d'Italia (896 spett.)\| Arbitro: \| Robilotta (Sala Consilina) \| |
| Arbitro:                                              | Robilotta (Sala Consilina) |               |           |                                                                                         |

| Arbitro: | Carrione (Castellammare di Stabia) |

|                           |           |  |
| Maracchi 79’ Granoche 90’ | Marcatori |  |

| Arbitro: | Ayroldi (Molfetta) |

|           |           |                     |
| Negro 67’ | Marcatori | 86’ (rig.) Granoche |

| Arbitro: | Carella (Bari) |

|                         |           |  |
| De Cenco 14’ Fabbri 55’ | Marcatori |  |

| Arbitro: | Sozza (Seregno) |

|              |           |               |
| Petrella 72’ | Marcatori | 29’ Marilungo |

| Arbitro: | Pashuku (Albano Laziale) |

|              |           |                                    |
| Spagnoli 30’ | Marcatori | 10’ Mensah 59’ Steffè 81’ Granoche |

| Arbitro: | G. Miele (Nola) |

|                                      |           |           |
| Maracchi 13’ Petrella 15’ Mensah 20’ | Marcatori | 55’ Rocco |

| Arbitro: | Camplone (Pescara) |

|                 |           |                           |
| De Agostini 20’ | Marcatori | 5’ Malomo 45+1’ Procaccio |

| Arbitro: | Marcenaro (Genova) |

|               |           |          |
| Procaccio 38’ | Marcatori | 82’ Arma |

| San Benedetto del Tronto 25 novembre 2017, ore 14:30 CET 13ª giornata | Sambenedettese | 0 – 0 referto | Triestina | Stadio Riviera delle Palme (2 544 spett.)\| Arbitro: \| Carella (Bari) \| |
| Arbitro:                                                              | Carella (Bari) |               |           |                                                                           |

| Arbitro: | Nicoletti (Catanzaro) |

|                     |           |  |
| Granoche 65’ (rig.) | Marcatori |  |

| Arbitro: | Longo (Paola) |

|                          |           |                           |
| Pizzul 82’ Lambrughi 85’ | Marcatori | 25’ Casiraghi 72’ Plescia |

| Arbitro: | De Santis (Lecce) |

|            |           |  |
| Lupoli 60’ | Marcatori |  |

| Arbitro: | Cudini (Fermo) |

|                         |           |  |
| Steffè 43’ Petrella 54’ | Marcatori |  |

| Arbitro: | Cipriani (Empoli) |

|                         |           |  |
| De Grazia 79’ Zecca 82’ | Marcatori |  |

| Arbitro: | Paterna (Teramo) |

|  |           |                 |
|  | Marcatori | 12’ A. Ferrante |

#### Girone di ritorno
| Arbitro: | Amabile (Vicenza) |

|  |           |              |
|  | Marcatori | 45’ Maracchi |

| Arbitro: | Curti (Milano) |

|                           |           |  |
| Maracchi 13’ Petrella 61’ | Marcatori |  |

| Arbitro: | Robilotta (Sala Consilina) |

|                         |           |                                |
| Papa 69’ Esposito 90+5’ | Marcatori | 23’ (aut.) Ronchi 41’ Granoche |

| Arbitro: | Fiero (Pistoia) |

|                     |           |                 |
| Granoche 44’ (rig.) | Marcatori | 76’ (rig.) Cori |

| Arbitro: | Luciani (Roma) |

|                                 |           |                                                        |
| Danti 26’ (rig.), 35’ Grbac 32’ | Marcatori | 28’ Malomo 45+2’ Maracchi 90+2’, 90+6’ (rig.) Granoche |

| Arbitro: | Gariglio (Pinerolo) |

|                                            |           |                     |
| Granoche 50’ (rig.), 59’ (rig.) Steffè 67’ | Marcatori | 88’ (rig.) D'Errico |

| Trieste 12 febbraio 2019, ore 20:30 CET 26ª giornata | Triestina          | 0 – 0 referto | Südtirol | Stadio Nereo Rocco (4 065 spett.)\| Arbitro: \| Camplone (Pescara) \| |
| Arbitro:                                             | Camplone (Pescara) |               |          |                                                                       |

| Arbitro: | Gualtieri (Asti) |

|  |           |                                |
|  | Marcatori | 47’ Mensah 74’ (rig.) Granoche |

| Arbitro: | Cascone (Nocera Inferiore) |

|                         |           |  |
| Mensah 79’ Granoche 83’ | Marcatori |  |

| Arbitro: | D'Ascanio (Ancona) |

|              |           |              |
| F. Perna 81’ | Marcatori | 77’ Maracchi |

| Arbitro: | Ayroldi (Molfetta) |

|                |           |                                 |
| Costantino 75’ | Marcatori | 3’ Candellone 44’ (rig.) Burrai |

| Arbitro: | Carella (Bari) |

|  |           |                              |
|  | Marcatori | 37’ Costantino 39’ Procaccio |

| Arbitro: | Rutella (Enna) |

|                                               |           |  |
| Granoche 56’, 75’ Costantino 64’ Petrella 69’ | Marcatori |  |

| Arbitro: | G. Miele (Nola) |

|                         |           |              |
| Hraiech 24’ Mosti 90+2’ | Marcatori | 18’ Granoche |

| Arbitro: | De Angeli (Abbiategrasso) |

|                          |           |                          |
| Maini 38’ Chinellato 61’ | Marcatori | 76’, 79’ (rig.) Granoche |

| Arbitro: | Meraviglia (Pistoia) |

|                                       |           |  |
| Steffè 25’ Procaccio 32’ Petrella 50’ | Marcatori |  |

| Arbitro: | Maranesi (Ciampino) |

|  |           |                        |
|  | Marcatori | 37’ Coletti 43’ Mensah |

| Arbitro: | Gariglio (Pinerolo) |

|                                                 |           |                               |
| Granoche 15’ (rig.) Costantino 37’ Petrella 45’ | Marcatori | 28’ Fiordaliso 90+2’ Proietti |

| Arbitro: | D. Miele (Torino) |

|              |           |  |
| Morselli 68’ | Marcatori |  |

### Play-off
| Arbitro: | Paterna (Teramo) |

|              |           |              |
| Maiorino 62’ | Marcatori | 32’ Granoche |

| Arbitro: | Marchetti (Ostia Lido) |

|                                    |           |  |
| Costantino 16’ (rig.) Granoche 85’ | Marcatori |  |

| Arbitro: | Robilotta (Sala Consilina) |

|                                |           |                              |
| Moscardelli 39’ M. Marconi 86’ | Marcatori | 14’ Costantino 43’ Formiconi |

| Arbitro: | Sozza (Seregno) |

|                     |           |                                        |
| Granoche 58’ (rig.) | Marcatori | 27’ Masucci 92’ M. Marconi 116’ Gucher |

### Coppa Italia
| Arbitro: | Marchetti (Ostia Lido) |

|                                              |                      |                                     |
| Moscardelli 60’, 96’                         | Marcatori            | 11’, 105+3’ (rig.) Bracaletti       |
| Moscardelli Birindelli Gucher De Vitis Negro | Tiri di rigore 5 – 3 | Coletti Procaccio Bracaletti Mensah |

### Coppa Italia Serie C
| Arbitro: | Bitonti (Bologna) |

|                                             |                      |                                            |
| Arma 19’ Zonta 68’                          | Marcatori            | 61’ Coletti 65’ Procaccio                  |
| A. Curcio Arma Maistrello Andreoni Laurenti | Tiri di rigore 3 – 2 | Procaccio Coletti Steffè Petrella Sabatino |

## Statistiche

### Statistiche di squadra
Aggiornate al 14 aprile 2019
| Competizione         | Punti  | In casa | In casa | In casa | In casa | In casa | In casa | In trasferta | In trasferta | In trasferta | In trasferta | In trasferta | In trasferta | Totale | Totale | Totale | Totale | Totale | Totale | D.R. |
| Competizione         | Punti  | G       | V       | N       | P       | GF      | GS      | G            | V            | N            | P            | GF           | GS           | G      | V      | N      | P      | GF     | GS     | D.R. |
| -------------------- | ------ | ------- | ------- | ------- | ------- | ------- | ------- | ------------ | ------------ | ------------ | ------------ | ------------ | ------------ | ------ | ------ | ------ | ------ | ------ | ------ | ---- |
| Serie C              | 67(-1) | 19      | 12      | 5       | 2       | 36      | 12      | 19           | 7            | 7            | 6            | 24           | 21           | 38     | 19     | 11     | 8      | 60     | 33     | +27  |
| Coppa Italia         |        | 0       | 0       | 0       | 0       | 0       | 0       | 1            | 0            | 1            | 0            | 2            | 2            | 1      | 0      | 1      | 0      | 2      | 2      | 0    |
| Coppa Italia Serie C |        | 0       | 0       | 0       | 0       | 0       | 0       | 1            | 0            | 1            | 0            | 2            | 2            | 1      | 0      | 1      | 0      | 2      | 2      | 0    |
| Totale               | 67     | 19      | 12      | 5       | 2       | 36      | 12      | 21           | 7            | 9            | 6            | 28           | 25           | 40     | 19     | 13     | 8      | 64     | 37     | +27  |

### Andamento in campionato
| Giornata  | 1 | 2  | 3 | 4 | 5 | 6 | 7 | 8 | 9 | 10 | 11 | 12 | 13 | 14 | 15 | 16 | 17 | 18 | 19 | 20 | 21 | 22 | 23 | 24 | 25 | 26 | 27 | 28 | 29 | 30 | 31 | 32 | 33 | 34 | 35 | 36 | 37 | 38 |
| --------- | - | -- | - | - | - | - | - | - | - | -- | -- | -- | -- | -- | -- | -- | -- | -- | -- | -- | -- | -- | -- | -- | -- | -- | -- | -- | -- | -- | -- | -- | -- | -- | -- | -- | -- | -- |
| Luogo     | C | T  | C | T | C | T | T | C | T | C  | T  | C  | T  | C  | C  | T  | C  | T  | C  | T  | C  | T  | C  | T  | C  | C  | T  | C  | T  | C  | T  | C  | T  | T  | C  | T  | C  | T  |
| Risultato | V | P  | V | N | V | N | P | N | V | V  | V  | N  | N  | V  | N  | P  | V  | P  | P  | V  | V  | N  | N  | V  | V  | N  | V  | V  | N  | P  | V  | V  | P  | N  | V  | V  | V  | P  |
| Posizione | 6 | 10 | 5 | 5 | 4 | 4 | 8 | 8 | 4 | 3  | 1  | 3  | 3  | 2  | 3  | 4  | 2  | 2  | 4  | 2  | 2  | 2  | 3  | 2  | 2  | 2  | 2  | 2  | 2  | 2  | 2  | 2  | 2  | 2  | 2  | 2  | 2  | 2  |

Legenda:

Luogo: C = Casa; T = Trasferta. Risultato: V = Vittoria; N = Pareggio; P = Sconfitta.